# Cartouche (film uit 1962)
Cartouche is een Frans- Italiaanse film van Philippe de Broca die werd uitgebracht in 1962. 
In Frankrijk was Cartouche, op La Guerre des boutons en La Fayette na, de meest succesrijke Franse film van 1962.

## Verhaal
Frankrijk, in de periode van de Régence, aan het begin van de 18e eeuw. 
In Parijs verlaat Louis de Bourguignon, een handige en groothartige dief, de dievenbende van Malichot omdat hij zich niet langer kan vinden in Malichots onfatsoenlijke praktijken. Hij sluit zich aan bij het leger waar hij twee vrienden maakt: La Taupe en La Douceur. Samen stelen ze de soldij van hun regiment en de nodige wapens en deserteren. Op hun vlucht vinden ze een schuilplaats in een herberg. Daar leert Bourguignon de jonge en aantrekkelijke zigeunerin Vénus kennen op wie hij tot over zijn oren verliefd wordt. 
Terug in Parijs vormt Bourguignon zijn eigen bende en neemt vanaf nu de naam 'Cartouche' aan. De meeste leden van Malichots bende lopen over naar Cartouche, wat hem de vijandschap van Malichot oplevert. De bende besteelt enkel de rijken en deelt de buit uit  aan de armen. Cartouche wordt op handen gedragen door het volk. Malichot zint echter op wraak en verraadt Cartouche aan de politie die hem verscheidene valstrikken spant.
Ondertussen heeft Venus haar hart aan Cartouche verloren, maar hij is daar blind voor. 
In plaats daarvan probeert hij het hart van een rijke aristocrate, Isabelle de Ferrussac, te veroveren, wat Venus met lede ogen aanschouwt. Zijn 'liefde' voor de rijke aristocrate maakt hem echter blind voor de risico's die hij daarmee loopt. Dit leidt dan ook tot een verwijdering tussen Cartouche en zijn vrienden, en resulteert er uiteindelijk dan ook in dat hij gevangen wordt genomen. Dit wordt door de magistraten gevierd met een groot feest waar ook de door Cartouche begeerde aristocrate aanwezig is.
Zijn vrienden laten hem niet in de steek, en ondernemen, samen met Venus, tijdens dit feest een gedurfde poging hem te bevrijden. Maar hoewel dat lukt, komt Venus daarbij om als zij een kogel die voor Catouche bestemd is opvangt. Als zij in zijn armen sterft beseft hij pas hoeveel zij van hem heeft gehouden, en wat hij uit zijn handen heeft laten glippen.
Als wraak voor haar door voert hij een gewaagde overval uit op het feest dat ter gelegendheid van zijn gevangenneming was georganiseerd, en rooft daarbij de sieraden en kostbaarheden van alle aanwezigen, inclusief en met name die van de aristocrate
Al die sieraden en kostbaarheden drapeert hij als een eerbetoon aan haar in de koets waarin het lichaam van Venus is opgebaard, waarna hij de koets met haar lichaam, bij wijze van graftombe en monument, in een diepe poel duwt
Als hij dan zijn paard bestijgt vraagt La Taupe wat Cartouche nu wil gaan doen. Zijn antwoord is : 'Op naar de galg! '

## Rolverdeling
| Acteur             | Personage                                                 |
| ------------------ | --------------------------------------------------------- |
| Jean-Paul Belmondo | Cartouche                                                 |
| Claudia Cardinale  | Vénus, zijn gezellin                                      |
| Odile Versois      | Isabelle de Ferrussac, de vrouw van de luitenant-generaal |
| Jean Rochefort     | La Taupe, een luitenant van Cartouche                     |
| Jess Hahn          | La Douceur, een luitenant van Cartouche                   |
| Philippe Lemaire   | luitenant-generaal Gaston de Ferrussac                    |
| Marcel Dalio       | Malichot, de chef van de 'Cour des Miracles'              |
| Noël Roquevert     | de sergeant rekruteerder                                  |
| Alain Dekok        | Louison Bourguignon, het broertje van Cartouche           |
| Jacques Balutin    | de broeder capucijn                                       |
| Lucien Raimbourg   | de seniele maarschalk                                     |
| Jacques Charon     | de kolonel                                                |
| Pierre Repp        | markies de Griffe, de lichtgelovige adjunct van Ferrussac |
| Philippe Castelli  | de commissaris                                            |